# Astrid Schwarz
Astrid E. Schwarz (* 1963) ist Technik- und Umweltphilosophin und seit 2017 Professorin für Allgemeine Technikwissenschaft an der BTU Cottbus-Senftenberg.

## Leben
Sie studierte Biologie, Philosophie und Ethnologie (Diplomarbeit in experimenteller Ökologie). Nach der Promotion an der TU München war sie wissenschaftliche Mitarbeiterin am Institut für Philosophie der TU Darmstadt, im Anschluss Lehrbeauftragte an der ETH Zürich am Departement Geistes-, Sozial- und Staatswissenschaften. 
Sie vertrat Professuren an der Friedrich-Schiller-Universität Jena (Naturphilosophie) und an der Hochschule Darmstadt (Philosophie) sowie Gastprofessuren an der Technischen Universität Dalian und in Paris an der Fondation Maison des Sciences de l’Homme. Nach der Habilitation 2012 in Darmstadt (Venia legendi für das Fach Philosophie) lehrt sie seit 2017 als Professorin für Allgemeine Technikwissenschaft an der BTU Cottbus-Senftenberg.

## Lehre
Als Technik- und Umweltphilosophin ist ihre Forschung und Lehre im interdisziplinären Feld der Technik- und Wissenschaftsforschung (STS) und den neu entstehenden Environmental Humanities zu verorten. In Cottbus entwickelt sie zusammen mit ihren Kollegen aus mehreren Fakultäten einen Studienschwerpunkt Environmental Humanities, der sich mit dem Phänomen der Technisierung von Mensch und Umwelt aus verschiedenen disziplinären Perspektiven beschäftigt. Studierende lernen, sich aus kritischer Perspektive mit historischen Konstellationen, aktuellen Praxen, und Zukunftsvisionen von Technik und Umwelt zu beschäftigen. Aufgegriffen werden ebenso populäre Begriffe wie Klimawandel, Anthropozän oder Technosphäre wie Themen zur Energietransformation und digitalen Gesellschaft.

## Forschung
In der Forschung beschäftigt sich Astrid Schwarz mit Debatten zum Anthropozän, zur Technosphäre und zur Ökotechnologie, mit künstlicher Intelligenz und Kreativität aus der Perspektive einer Philosophie der Technikwissenschaft, mit dem Gärtnerischen als Gestaltungsmodus und ethisch-politisch motivierter Praxis im Klimawandel, mit künstlerischer Wissensproduktion und Museumskultur. Neuere Forschungsgebiete stellen handwerkliche und industriehistorische Aspekte der Kohle- und Textilindustrie in Lausitzer Mittelzentren dar.

## Schriften (Auswahl)
- Wasserwüste – Mikrokosmos – Ökosystem. Eine Geschichte der „Eroberung“ des Wasserraumes. Freiburg im Breisgau 2003, ISBN 3-7930-9318-2.
- als Herausgeberin mit Alfred Nordmann: Das bunte Gewand der Theorie. Vierzehn Begegnungen mit philosophierenden Forschern. München 2009, ISBN 978-3-495-48384-8.
- Mit Messkunst gegen Einbildungskraft: Die Austreibung der Monster aus der Wasserwüste. Lichtenberg-Jahrbuch 2010, S. 217–237. ISSN 0936-4242.

- als Herausgeberin mit Angela Krewani: Images of ‘True Nature’. Themenheft AugenBlick. In: Marburger Hefte zur Medienwissenschaft, 45, 2010.
- mit Alfred Nordmann: „Hier bin ich Mensch, hier darf ich‘s sein!“ - Partaking in the nanoworld. In: NanoEthics, 5, 2011, S. 233–243; doi:10.1007/s11569-011-0126-y.
- mit Bernadette Bensaude-Vincent, Sacha Loeve, Alfred Nordmann: Matters if Interest: The objects of research in science and technoscience. In: Journal for General Philosophy of Science, 42, 2011, S. 365–383; doi:10.1007/s10838-011-9172-y.
- The becoming of the Experimental Mode. Scientiae Studia 10, 2012, S. 65–83; doi:10.1590/S1678-31662012000500004.
- als Herausgeberin mit Kurt Jax: Ecology revisited. Reflecting on concepts, advancing science. Heidelberg 2011, ISBN 90-481-9743-0. Siehe auch: Handbook of Ecological Concepts.
- Experiments in practice. London 2014, ISBN 978-1-84893-485-6.
- als Herausgeberin mit Bernadette Bensaude-Vincent, Sacha Loeve und Alfred Nordmann: Research Objects in their Technological Setting. London 2017, ISBN 978-1-138-33196-9.
- From ‘Homo Faber’ to ‘Homo Hortensis’: Gardening Techniques in the Anthropocene. In: Gardens and Human Agency in the Anthropocene, Reihe: „Routledge Environmental Humanities“, herausgegeben von Maria Paula Diogo, Ana Duarte Rodrigues, Ana Simões und Davide Scarso. London 2019, ISBN 978-0-8153-4666-1.